# RIAS-TV
RIAS-TV war das Fernsehen des RIAS (Rundfunk im amerikanischen Sektor) Berlin. Es startete am 22. August 1988 mit dem Auftrag, Informationssendungen für West-Berlin und die DDR zu produzieren. In Berlin und Umgebung sendete RIAS-TV auf Kanal 25 vom Fernmeldeturm Berlin-Schäferberg in Timesharing mit Sat.1. Die Sendeleistung ermöglichte eine  Reichweite bis in den Raum Wittenberg-Dessau (südliche Grenze). Ein großer Teil der Sendebemühungen des RIAS-TV und des RIAS richtete sich nicht an die Hörerschaft in West-Berlin, sondern an die in der DDR.

## Program
Der Sender RIAS-TV war technisch hochmodern ausgestattet. Sein Sitz und die Studios befanden sich im Berliner Stadtteil Wedding in der Voltastrasse 6. Angelegt wurde ein Vorabendprogramm von 17:50 bis 18:28 Uhr, das im Stil einer Nachrichtensendung gestaltet war. Ein Frühstücksfernsehen von 6 bis 10 Uhr, welches von Oktober bis Dezember 1990 auch von ARD und ZDF übernommen und somit deutschlandweit ausgestrahlt wurde, beinhaltete neben den halbstündlichen Nachrichten aktuelle Berichte zu Politik, Sport und Kultur.
Bereits ab dem Start von RIAS-TV 1988 wurde jeden Samstag von 8 bis 12:45 Uhr „HIGH LIVE“  gesendet. Zielgruppe waren Jugendliche in Berlin Ost und dem Umland, auch Westberliner schätzten die moderne unterhaltsame Musiksendung. Seinerzeit war es die längste Musiksendung weltweit. Aktuelle Videoclips, Beiträge und Studiogesprächsrunden wechselten sich ab. Chefredakteur war Martin Uhrmeister, u. a. arbeiteten Stefan Voss, Liz Gutte und Jörg Grabosch als Redakteur. Moderiert wurde "HIGH LIVE" u. a. von Nina Ruge, Andrea Wilke, Götz Alsmann, Günther Jauch, Kai Böcking und Friedrich Küppersbusch.
1989 startete das Kulturmagazin "trio" mit den Redakteuren und Moderatoren Christian Gramstadt und Hans-Christoph von Bock unter der Leitung von Axel Radler. Später gab es das Kulturmagazin „Pallas“, das am frühen Sonntagnachmittag gesendet wurde, sowie das Kinomagazin „Oscar – Das Filmmagazin aus Berlin“, das einmal im Monat Aktuelles aus der Kinobranche vorstellte. Um seine Verbundenheit mit der Filmstadt Berlin zu unterstreichen, wurde „Oscar“ häufig aus wechselnden Berliner Kinos gesendet, die als Kulisse für die Moderationen dienten. „Oscar“ wurde seit dem Start von RIAS-TV zweieinhalb Jahre lang gesendet, der letzten Ausgabe gelang sogar der Sprung in die bundesweite Sendeschiene.
Infolge der rundfunkpolitischen Neuordnung im Zuge der deutschen Vereinigung stellte RIAS-TV im Frühjahr 1992 sein eigenes Programm ein und produziert seit dem 1. April 1992 für die Deutsche Welle deutsches Auslandsfernsehen (DW-TV). Die organisatorische Überführung des Betriebsteils RIAS-TV zur DW erfolgte zum 1. Mai 1992.

### Leitung
- Wolfgang Krüger, Chefredakteur und Fernsehdirektor, später Staatssekretär im Wirtschaftsministerium von Brandenburg
- Harro Zimmer, Leitung und Moderation Feature und Wissenschaft
- Gerhard Specht, Chef vom Dienst und Abteilungsleiter, später stellvertr. Chefredakteur DW-TV, Dozent
- Christian Glass, Leiter der Nachrichtenredaktion, ab Januar 1990 erster akkreditierter RIAS-Korrespondent in Ost-Berlin[1]

### Moderation
- Götz Alsmann, Jugendsendung High live, 1996 bis 2016 Moderator von Zimmer frei! (WDR)
- Robert Bales, Kinomagazin „Oscar“, heute Medienjournalist und Autor beim WDR und anderen ARD-Anstalten
- Jörg Christian Petershofen, Jugendsendung High live
- Kai Böcking, Jugendsendung High live
- Jürgen Drensek, Abendjournal, danach erster Moderator des ARD-Morgenmagazins, heute Produzent für ARD und ZDF und Ehrenpräsident der Vereinigung Deutscher Reisejournalisten (VDRJ)
- Ulla Hamann, Frühstücksfernsehen, heute bei Radio Bremen
- Sabine Jaeger, Jugendsendung High live
- Frank Köhler, Nachrichten, Abendjournal, Presseschau
- Olaf Krüger
- Antonia Langsdorf, Jugendsendung High live, heute Astrologin bei RTL
- Christoph Lanz, Frühstücksfernsehen, später Chefredakteur von DW-TV, bis 2013 Direktor DW-TV
- Barbara Lehner, Frühstücksfernsehen, heute SWR
- Britta von Lojewski, Jugendsendung High live, später Moderatorin von Kochduell (VOX)
- Günther Neufeldt, Abendjournal und Frühstücksfernsehen, heute ZDF
- Rolf Niebuhr, Sport, heute n-tv
- Franziska Pigulla, Nachrichtensprecherin, später DW-TV, n-tv und Synchronsprecherin
- Nina Ruge, Abendjournal und Frühstücksfernsehen, heute ZDF
- Michael Sagurna, Nachrichten und Sondersendungen, später Staatsminister in Sachsen, heute Unternehmensberater in Dresden
- Bernd Schröder
- Immo Sennewald, Kulturmagazin „trio“, danach Freier Produzent für DW-TV, heute in Baden-Baden als Romanautor, als Journalist für ARD, ZDF, und als Medientrainer tätig
- Bettina Tietjen, Frühstücksfernsehen, später WDR (Aktuelle Stunde), seit 1993 NDR Fernsehen
- Norbert Vojta, Frühstücksfernsehen, danach Chefredaktion BILD und Thomas Gottschalk Late Night Show. Jetzt Medienunternehmer und Honorarprofessor an der Hochschule für Musik und Theater in Hamburg.
- Andrea Wilke, Jugendsendung High live, heute Moderatorin bei NDR Kultur
- Lutz Wolfgramm, Jugendsendung High live

## Weitere Mitarbeitende für das Programm
- Gerhard Besserer
- Robert Burdy
- Torsten Kroop[2]
- Stephan Pernau, Nachrichten, ab 1. Mai 1989 Korrespondent in der DDR für den Züricher Sender EBC-TV

Eine Reihe bekannter Fernseh- und Radioprominenz war bei RIAS-TV zuerst vor der Kamera zu sehen. Zu ihnen gehören Götz Alsmann und Nina Ruge.